# Franciscus van Lith

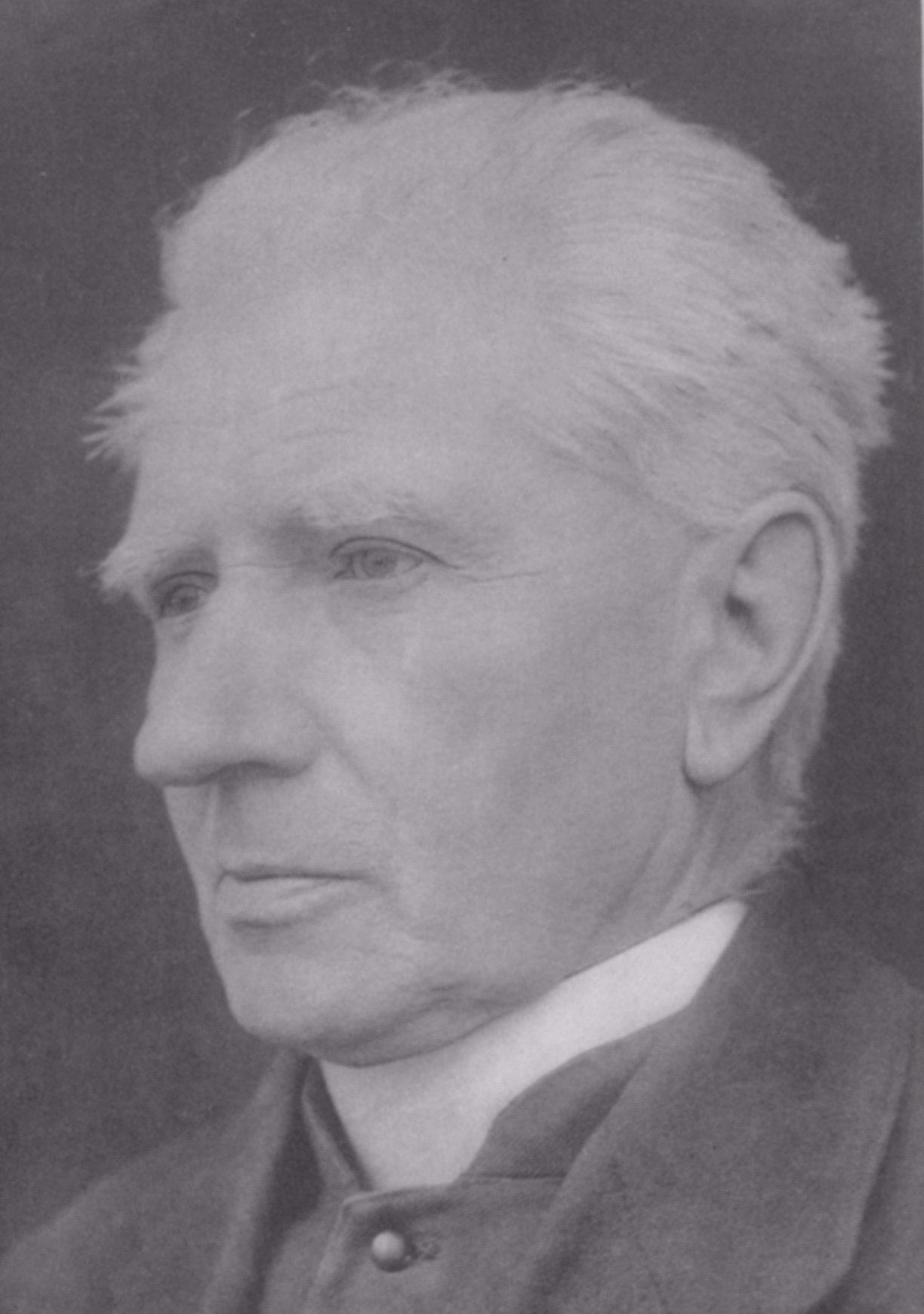
Franciscus van Lith

Franciscus Georgius Josephus van Lith S.J. (Oirschot, 17 mei 1863 - Muntilan (Nederlands-Indië), 9 januari 1926) was een Nederlands jezuïet en stichter van de katholieke missie in Midden-Java.
Frans van Lith was de eerste Nederlandse missionaris die het katholieke geloof op Java mocht verkondigen.
Hij richtte in 1890 een Normaalschool op, gevolgd door een Kweekschool in 1904 en een opleiding voor schoolhoofden in 1906. Op 14 december 1904 doopte hij 171 inwoners van Sendang Sono. Dat wordt als de geboorte van de Katholieke Kerk op Java beschouwd.
Van Lith behoorde tot die vooruitstrevende Nederlanders die groot respect hadden voor de eigen culturele aard en politieke daadkracht van het Indonesische - in zijn geval het Javaanse - volk. Als zodanig was hij een vertrouwensman van de Javanen. Als lid van de Commissie tot Herziening van de Staatsinrichting van Nederlandsch Oost-Indië (1918) nam hij het op voor de Indonesiërs tegen het conservatisme van de Europeanen. 
Fel keerde Van Lith zich tegen de uitbuiting van Indonesië ten bate van Nederland. Hij beschreef in scherpe bewoordingen de houding van Nederlanders die in in Nederlands-Indië werkten: "De Nederlandse maatschappij, zoals zij onder het huidige koloniaal bestuur voortleeft, is een voortzetting van de grote handelszaak van de vroegere Compagnie en elke Nederlander, al is hij katholiek, leeft in de sfeer van die grote kruidenwinkel, geniet mee van de winsten en leeft voor de reuzenonderneming, van wier voortbestaan en bloei zijn eigen leven, zijn eigen welzijn afhangt." 
Bevriend met Soekarno (1901-1970), onderwees Van Lith hem over het christendom en beïnvloedde zodoende diens Pantja Sila filosofie.